# 웹 쿼리
웹 쿼리(web query) 또는 웹 검색 쿼리는 사용자가 정보 요구를 충족시키기 위해 웹 검색 엔진에 입력하는 쿼리이다. 웹 검색 쿼리는 일반 텍스트인 경우가 많고 부울 검색 지시어가 거의 사용되지 않는다는 점에서 독특하다. 이는 키워드 또는 위치 매개변수가 있는 명령 언어로서 엄격한 구문 규칙이 적용되는 표준 질의 언어와 크게 다르다.

## 종류
대부분의 웹 검색 쿼리에는 정보, 탐색, 거래라는 세 가지 광범위한 범주가 있다. 이것을 "do, know, go"라고도 한다. 이 검색 모델은 이론적으로 도출된 것은 아니지만 실제 검색 엔진 쿼리를 통해 분류가 경험적으로 검증되었다.
- 정보 쿼리 – 수천 개의 관련 결과가 있을 수 있는 광범위한 주제(예: 콜로라도 또는 트럭)를 다루는 쿼리이다.
- 탐색 쿼리 – 단일 웹사이트 또는 단일 엔터티(예: YouTube 또는 Delta Air Lines)의 웹페이지를 찾는 쿼리이다.
- 거래 쿼리 – 자동차 구매, 화면 보호기 다운로드 등 특정 작업을 수행하려는 사용자의 의도를 반영하는 쿼리이다.

검색 엔진은 훨씬 덜 자주 사용되는 네 번째 유형의 쿼리를 지원하는 경우가 많다.
- 연결 쿼리 – 인덱싱된 웹 그래프의 연결에 대해 보고하는 쿼리이다(예: 어떤 링크가 이 URL을 가리키는가? 및 이 도메인 이름에서 인덱싱된 페이지 수는 몇 개인가?).[4]

## 같이 보기
- 정보 검색
- 웹 검색 엔진
- 사용자 의도